# Амахаї (район)
Амаха́ї (індонез. Amahai) — один з 14 районів округу Центральне Малуку провінції Малуку у складі Індонезії. Розташований у центральній частині острова Серам. Адміністративний центр — селище Амахаї.

## Адміністративний поділ
До складу району входять 3 селища та 8 сіл:
| Населений пункт  | Населення, осіб (2010) |
| ---------------- | ---------------------- |
| Амахаї, селище   | 2826                   |
| Банда-Бару, село | 380                    |
| Макарікі, село   | 3634                   |
| Рутах, село      | 2770                   |
| Сепа, село       | 8817                   |
| Сехаті, село     | 704                    |
| Соахуку, селище  | 4255                   |
| Тамілоув, село   | 6401                   |
| Харуру, селище   | 7546                   |
| Холло, село      | 1111                   |
| Яфіла, село      | 488                    |